# هانس ماغنوس أندريسن
هانس ماغنوس أندريسن (بالنرويجية البوكمول: Hans Magnus Andresen)‏ هو متزحلق جبال الألب نرويجي، ولد في 31 مايو 1929، وتوفي في 4 أغسطس 1976.

## وصلات خارجية
- هانس ماغنوس أندريسن على موقع أوليمبيديا (الإنجليزية)